# Giulia Lacedelli
Giulia Lacedelli (* 22. März 1971 in Cortina d’Ampezzo) ist eine italienische Curlerin.
Lacedelli war Teil des italienischen Curling-Olympiateams bei den Olympischen Winterspielen 2006 in Turin. Sie spielte auf der Position des Third neben ihren Teamkolleginnen Skip Diana Gaspari, Second Rosa Pompanin, Lead Violetta Caldart und Alternate Eleonora Alverà. Das Team belegte den zehnten Platz.